# Jagdgeschwader 72
Jagdgeschwader 72 (dobesedno slovensko: Lovski polk 72; kratica JG 72) je bil lovski letalski polk (Geschwader) v sestavi nemške Luftwaffe med drugo svetovno vojno.

## Organizacija
- štab
- I. skupina[1]